# Heslington Hall

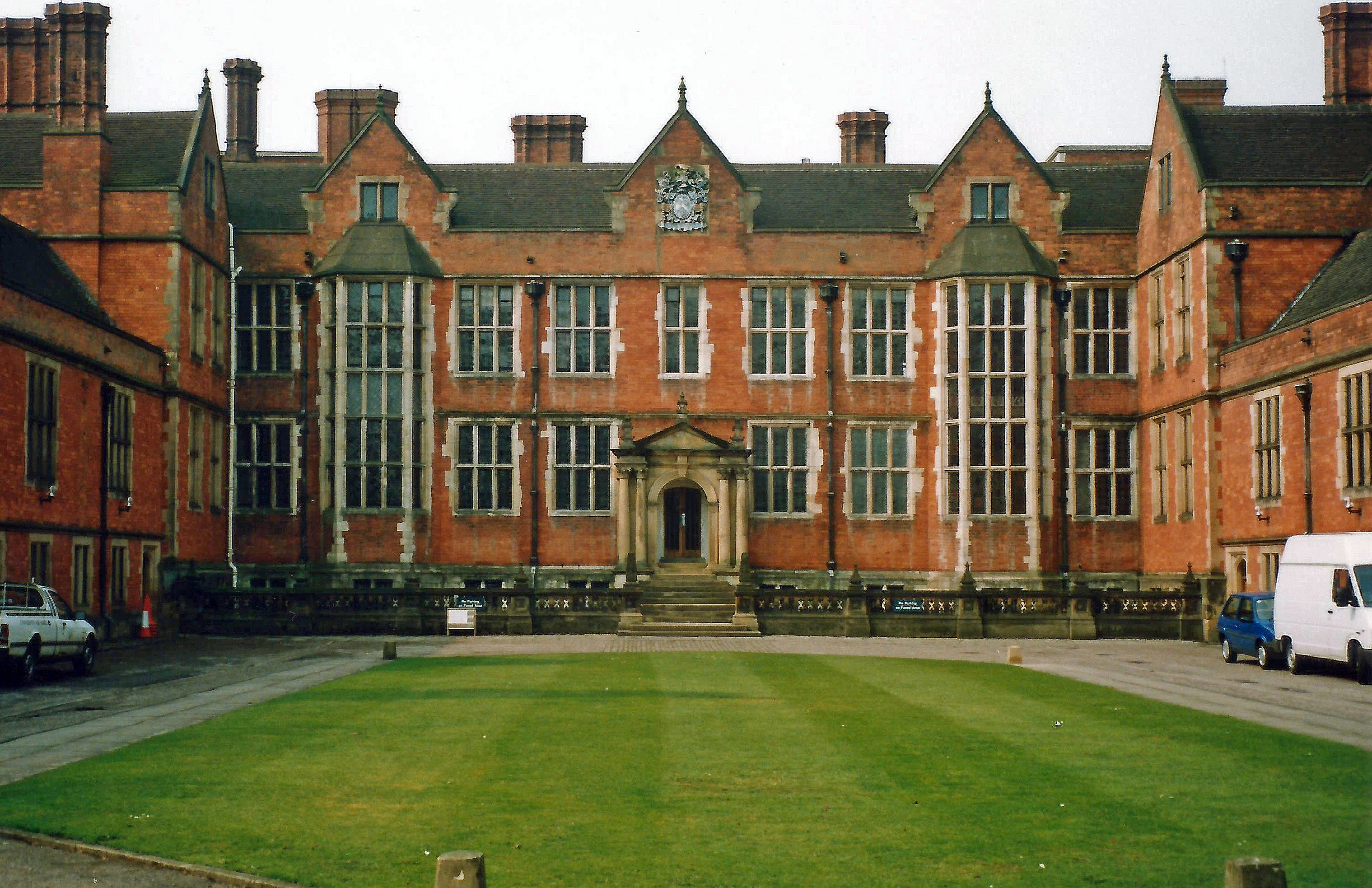
Eingangsfassade von Heslington Hall

Heslington Hall ist ein Herrenhaus in der Nähe des Dorfes Heslington in der englischen Verwaltungseinheit North Yorkshire. Das von English Heritage als historisches Gebäude II*. Grades gelistete Haus liegt auf dem Campus der University of York, das zur Stadt York gehört.
Das heutige Haus im viktorianischen Stil besteht aus zweistöckigen Block mit neun Jochen und Dachgeschoss in der Mitte und aus zwei zweistöckigen Seitenflügeln. Es ist aus Ziegeln im englischen Verbund gebaut und hat Verzierungen aus Sandstein-Werkstein.

## Geschichte
Das erste Herrenhaus wurde 1568 für Sir Thomas Eynns, den Sekretär und Siegelbewahrer des Council of the North, und seine Frau Elisabeth gebaut. Eynns starb 1573 und das Anwesen wurde 1601 von seinen Neffen an die Familie Hesketh verkauft. Nach dem Tod von Thomas Hesketh 1708 fiel das Herrenhaus durch Heirat an die Familie Yarburgh, die etliche Generationen lang darin lebte. 1719 heiratete die 26-Jährige Henrietta Yarburgh den Schauspieldichter Sir John Vanbrugh. Die Gräber vieler Mitglieder der Familien Hesketh und Yarburgh kann man auf dem Friedhof der St-Lawrence-Church in York finden. Major Nicholas Yarburgh, der von 1825 bis 1852 in dem Herrenhaus wohnte, war 1836 der High Sheriff of Yorkshire und gewann 1839 mit seinem Pferd Charles the Twelfth die St. Leger Stakes. Ein Pub in der Gegend wurde anschließend nach ihm benannt.
Nach dem Tod von Nicholas Yarburgh 1852 fiel das Anwesen an seinen Neffen, Yarburgh Greame aus Sewerby Hall in Bridlington, der den Familiennamen „Yarburgh“ annahm und 1854 den Architekten Philip Charles Hardwick beauftragte, das Herrenhaus im viktorianischen Stil umzubauen. Zu den Teilen des ursprünglichen Herrenhauses, die erhalten blieben, gehören zwei Treppentürme, der Innenhof und die abgehängte Stuckdecke im Rittersaal. Nach dem Tod von Yarburgh Greame 1856 erbte dessen Neffe, George John Lloyd (1811–1875) (der seinen Familiennamen ebenfalls zu „Yarburgh“ änderte) und nach dem Tod dieses Neffen 1875 dessen Tochter, Mary Elizabeth Yarburgh († 1884). Mary Elizabeth hatte 1862 George William Bateson (1823–1893) geheiratet und dieser ergänzte 1876 mit königlicher Erlaubnis seinen Familiennamen „de Yarburgh-Bateson“. Er wurde 1890, beim Tod seines Bruders, der 2. Baron Deramore. Seine beiden Söhne, Robert Wilfred de Yarburgh-Bateson, 3. Baron Deramore (1865–1936) und George Nicholas de Yarburgh-Beteson, 4. Baron Deramore (1870–1943) lebten nach ihm in dem Herrenhaus.
Laut Nikolaus Pevsner ist der größte Teil der Innenräume des heute zu sehenden Herrenhauses von Architekt Brierley 1903 gestaltet worden. Bei Ausbruch des Zweiten Weltkrieges wurde das Haus von der Familie geräumt, sodass es von der Royal Air Force als Hauptquartier der No. 4 Group des RAF Bomber Command, übernommen werden konnte. Nach dem Krieg zog die Familie nicht mehr in das Herrenhaus ein. 1955 wurde das Gebäude von English Heritage als historisches Gebäude II*. Grades gelistet. Als die University of York, die ab 1963 für Studenten zugänglich war, gegründet wurde, leitete Bernhard Feilden den Umbau des Hauses in ein Verwaltungszentrum für die Universität. Herrenhaus und Universität gehörten damals zum East Riding of Yorkshire, sind heute aber Teil der Stadt York.

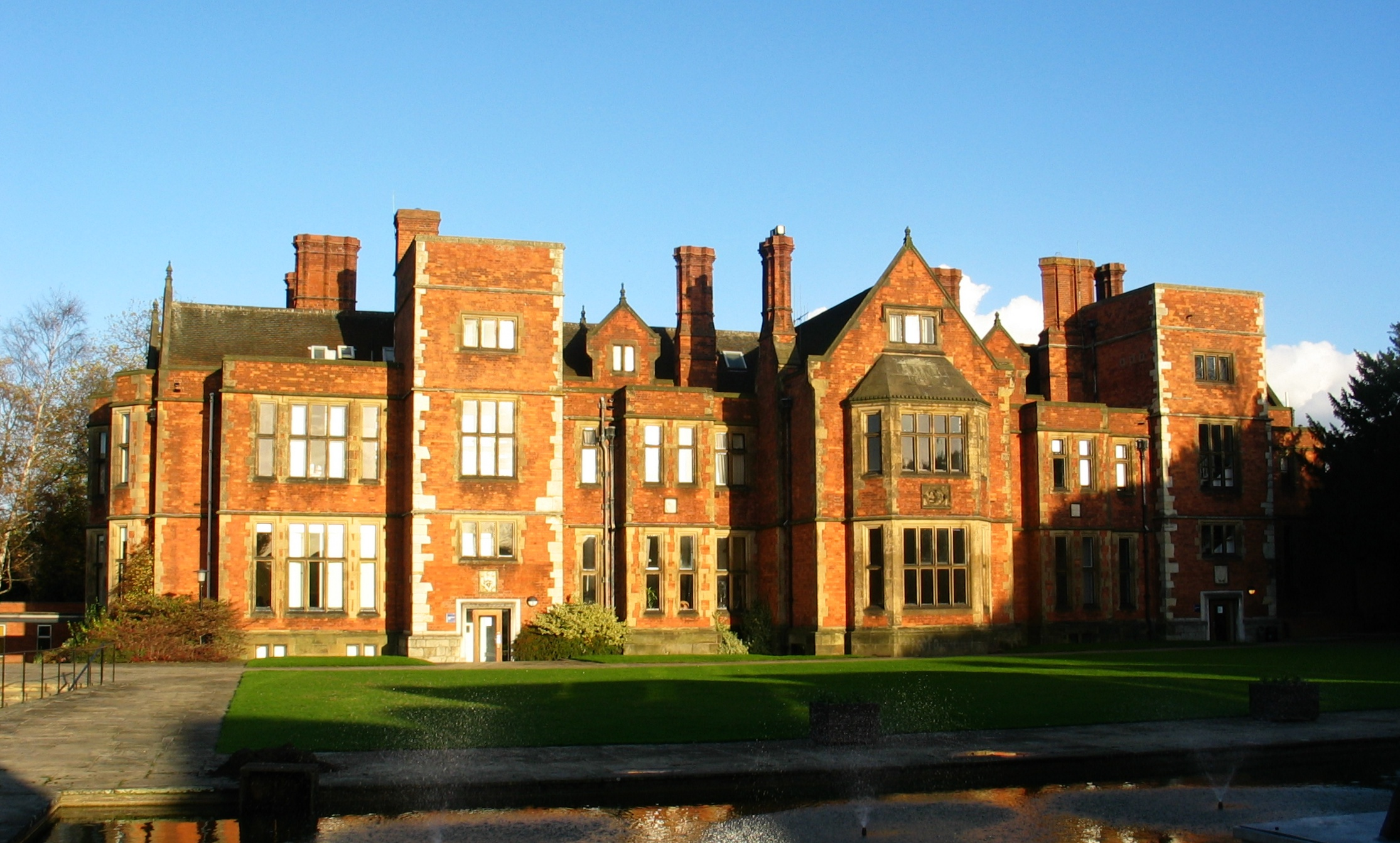
Gartenfront des Herrenhauses
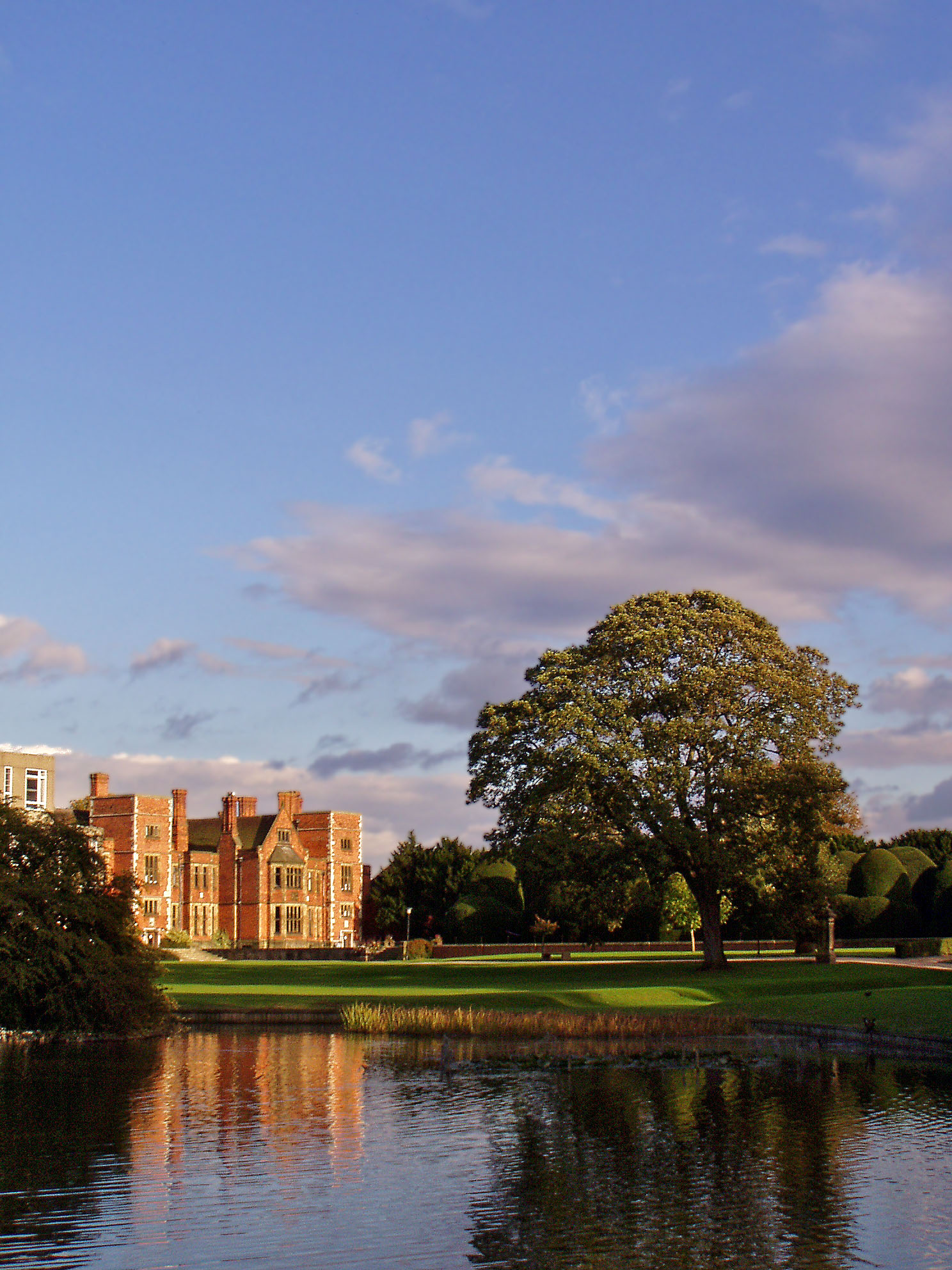
Heslington Hall aus der Ferne